# Rudolf-Virchow-Kinderkrankenhaus & Geriatrisches Heim
Das Rudolf-Virchow-Kinderkrankenhaus & Geriatrisches Heim (seit der Eröffnung 1890: Kaiser- und Kaiserin-Friedrich-Kinderkrankenhaus, von 1945 bis 1963: Städtisches Kinderkrankenhaus Wedding, 1963 bis 1995: Rudolf-Virchow-Kinderkrankenhaus) im Berliner Ortsteil Wedding (Bezirk Mitte) in der Reinickendorfer Straße ist ein ehemaliges Kinderkrankenhaus, das einen wesentlichen Beitrag zur Bekämpfung der Kindersterblichkeit geleistet hat.
Heute beherbergt es einen Teil des Campus Virchow Klinikum (CVK), Reinickendorfer Straße 61-62 (Klinik für Geriatrie und Altersmedizin) und das Evangelische Geriatriezentrum Berlin (EGZB).

## Geschichte

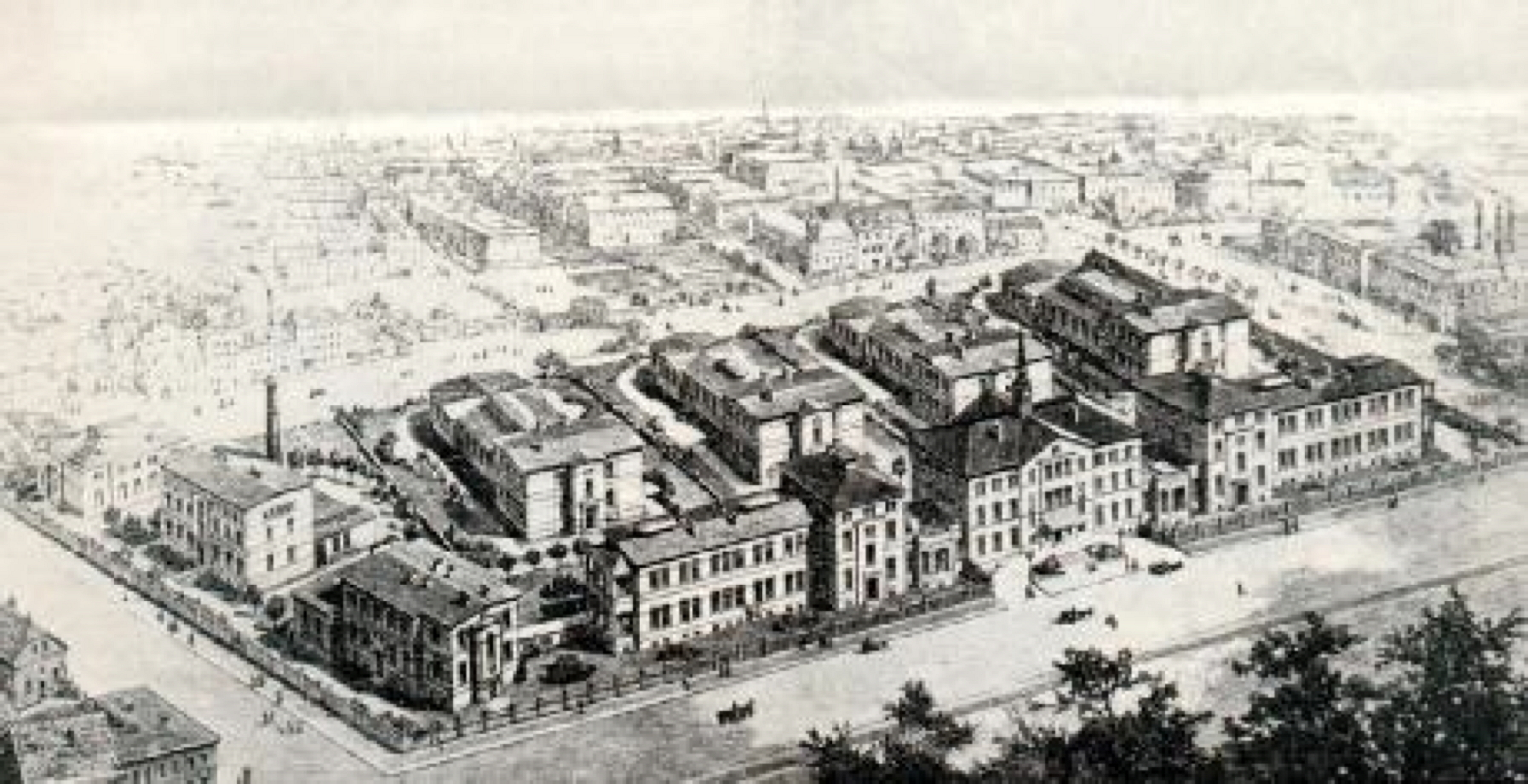
Plan des Krankenhauses 1890

Unter dem Eindruck der hohen Kindersterblichkeit und um die Ausbreitung ansteckender Krankheiten zu verhindern, hatten Adolf Baginsky und Rudolf Virchow die Einrichtung eines Kinderkrankenhauses vorangetrieben und dieses schließlich gegründet. Virchow hatte den Bau angeregt und war auch Vorsitzender des zur Errichtung des Krankenhauses gegründeten Bauausschusses. Das Grundstück an der Reinickendorfer Straße 61/62, Iranischer Straße, Seestraße, Groninger Straße und Oudenarder Straße wurde von der Stadt Berlin zur Verfügung gestellt, die auch einen hohen Geldbetrag übereignete, bestimmt für die Kaiser-Friedrich-Stiftung. Bereits 1883 entstanden Entwürfe der Architektensozietät Heino Schmieden, Victor von Weltzien und Rudolf Speer, die sich auf den Krankenhausbau spezialisiert hatte. In den Bau flossen die damals modernsten Erkenntnisse aus Medizin und Architektur ein. Zunächst errichtete man im Innenhof von 1888 bis 1890 Einzelhäuser für Diphtherie und Scharlach als geschlossene Isolierstationen nach dem von Virchow entwickelten Pavillonsystem. Die Eröffnung, zu der Rudolf Virchow die Festrede hielt, erfolgte am 5. Juli 1890.
Nach dem Tod ihres Gemahls Friedrich III. bat die durch ihr soziales Engagement bekannte Kaiserin Victoria Professor Adolf Baginsky zu sich auf das Schloss Friedrichshof. Mit den Worten „Schaffen Sie mir etwas für meine Säuglinge“ versicherte sie ihre Unterstützung für das entstehende Kinderkrankenhaus. Aus ihrem Silberhochzeitsfond überwies sie 250.000 Mark an die Kaiser-Friedrich-Stiftung und, als ihr Plan für ein Kehlkopfkrankenhaus scheiterte, noch einmal die gleiche Summe. Sie übernahm die Schirmherrschaft für das Krankenhaus, das bis 1945 ihren Namen und den ihres Gemahls trug.
Da die Finanzen der Stiftung nicht mehr ausreichten wurde die Krankenversorgungseinrichtung am 1. Oktober 1901 in städtische Verwaltung übernommen. 1945 erfolgte die Umbenennung in „Städtisches Kinderkrankenhaus Wedding“, 1963 wurde es mit dem Rudolf-Virchow-Krankenhaus vereinigt und erhielt den Namen „Rudolf-Virchow-Kinderkrankenhaus“, aber 1995 geschlossen. Seit 1995 dient der Gebäudekomplex, der in den 1970er Jahren und 2001 erweitert wurde, als Evangelisches Geriatriezentrum sowie als Sport-Gesundheitspark Berlin-Wedding.
Nach Gründung des Geriatriezentrums gab es auf dem Gelände nur die Tagesklinik und eine Beratungsstelle, den heutigen Pflegestützpunkt. Die Akutklinik kam 1999 hinzu und 2001 das Forschungshaus sowie die Akademie für Fort- und Weiterbildung und eine moderne Tagespflege.
Zur gleichen Zeit entstanden im Umfeld der Reinickendorfer Straße weitere Wohlfahrtseinrichtungen, da hier große Grundstücke günstig zu erwerben waren.
- 1891–1892 „Clara-Lange-Schucke-Stiftung“ Reinickendorfer Straße 58b
- 1895–1897 „Stiftung Die Hospitäler zum Heiligen Geist und St. Georg“ Reinickendorfer Straße 59
- 1902 Jüdisches Altersheim Iranische Straße 3
- 1910–1914 Jüdisches Krankenhaus Iranische Straße 2
- In unmittelbarer Nähe befindet sich auch das Mitte der 1950er Jahre errichtete „Haus der Gesundheit“,[5] das heute den Kinder- und Jugendgesundheitsdienst beherbergt.

## Bauabschnitte
Der erste Bauabschnitt zog sich über zwei Jahrzehnte hin:
- 1888–1890 Diphtherie-Pavillon und Scharlach-Pavillon von Heino Schmieden, Victor von Weltzien und Rudolf Speer
- 1890–1891 Chirurgischer Pavillon von Schmieden und Speer
- 1911 Verwaltungsgebäude von Heino Schmieden und Julius Boethke
- 1911–1912 Pavillons für Infektionskrankheiten von Heino Schmieden und Julius Boethke
- 1911–1913 Kraftwerk, Kessel- und Werkstättenhaus von Heino Schmieden und Julius Boethke.

Nach Unterbrechung durch den Ersten Weltkrieg
- 1928–1930 Schwesternwohnheim von Magistratsbaurat Friedrich Hellwig.

Spätere Bauten
- 1974–1976 Neue Kinderklinik Odwin (Od) Arnold und Gerd Zabre
- 1980 Abriss der alten zweigeschossige Poliklinik
- 2001 Forschungshaus

In den späten 1950er Jahren wurde die Iranische Straße zu einem Fußgängerweg umgewidmet und begrünt. Damit ist die eigentliche Hauptseite des Hauptgebäudes, die zur Straße weist, nur noch begrenzt erlebbar.

## Architektur

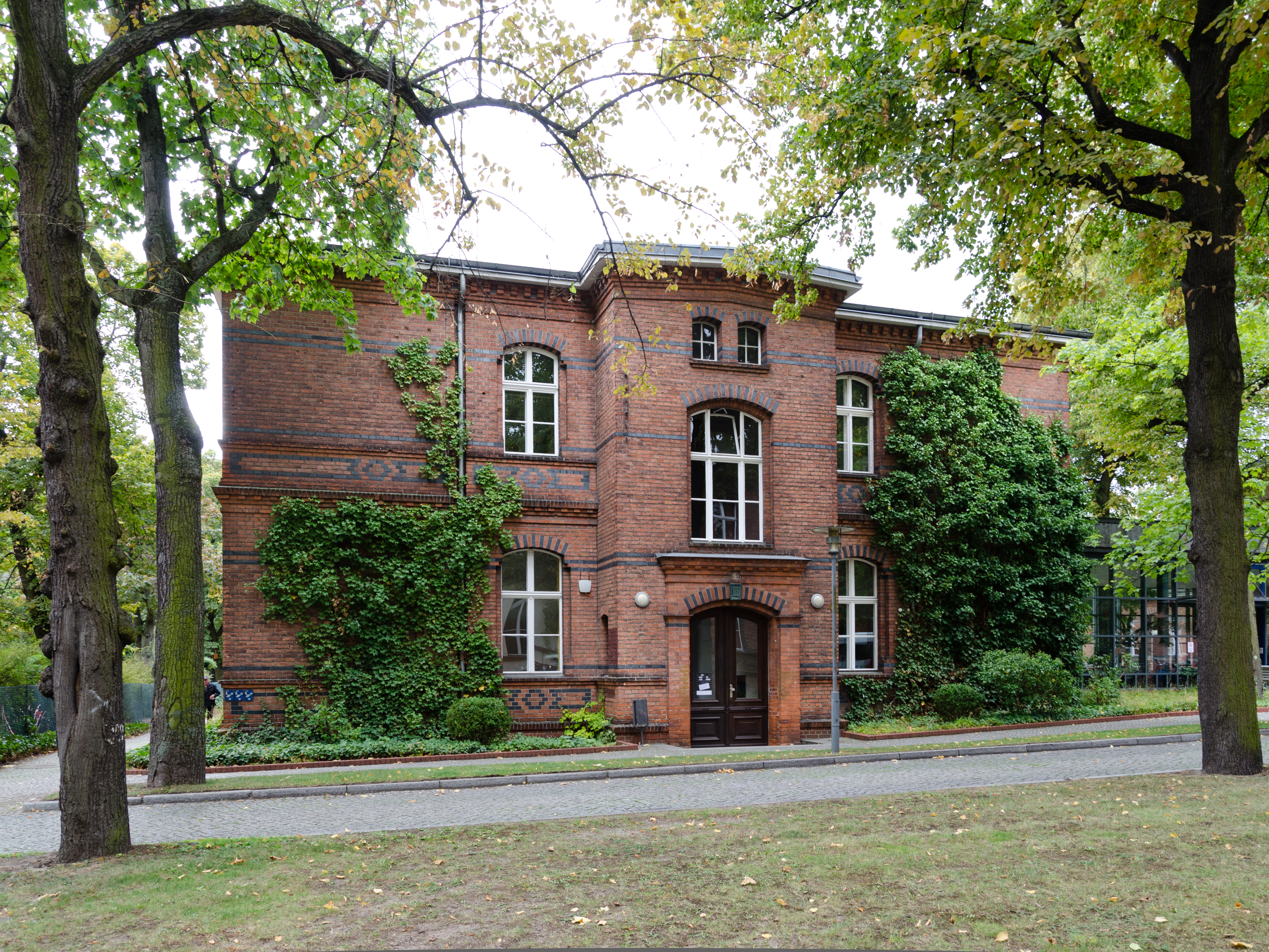
Diphtherie- und Scharlachpavillon

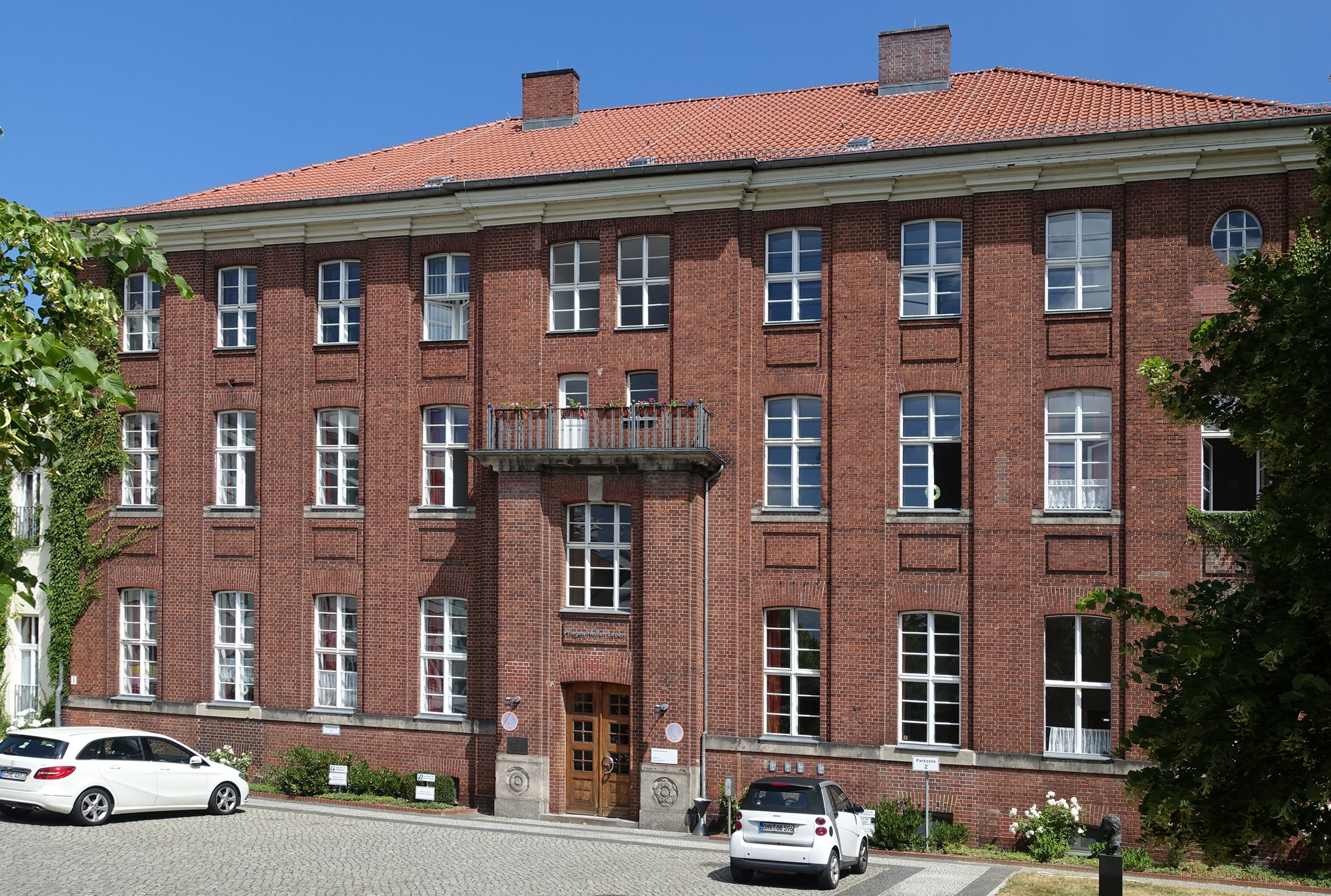
Verwaltungsgebäude

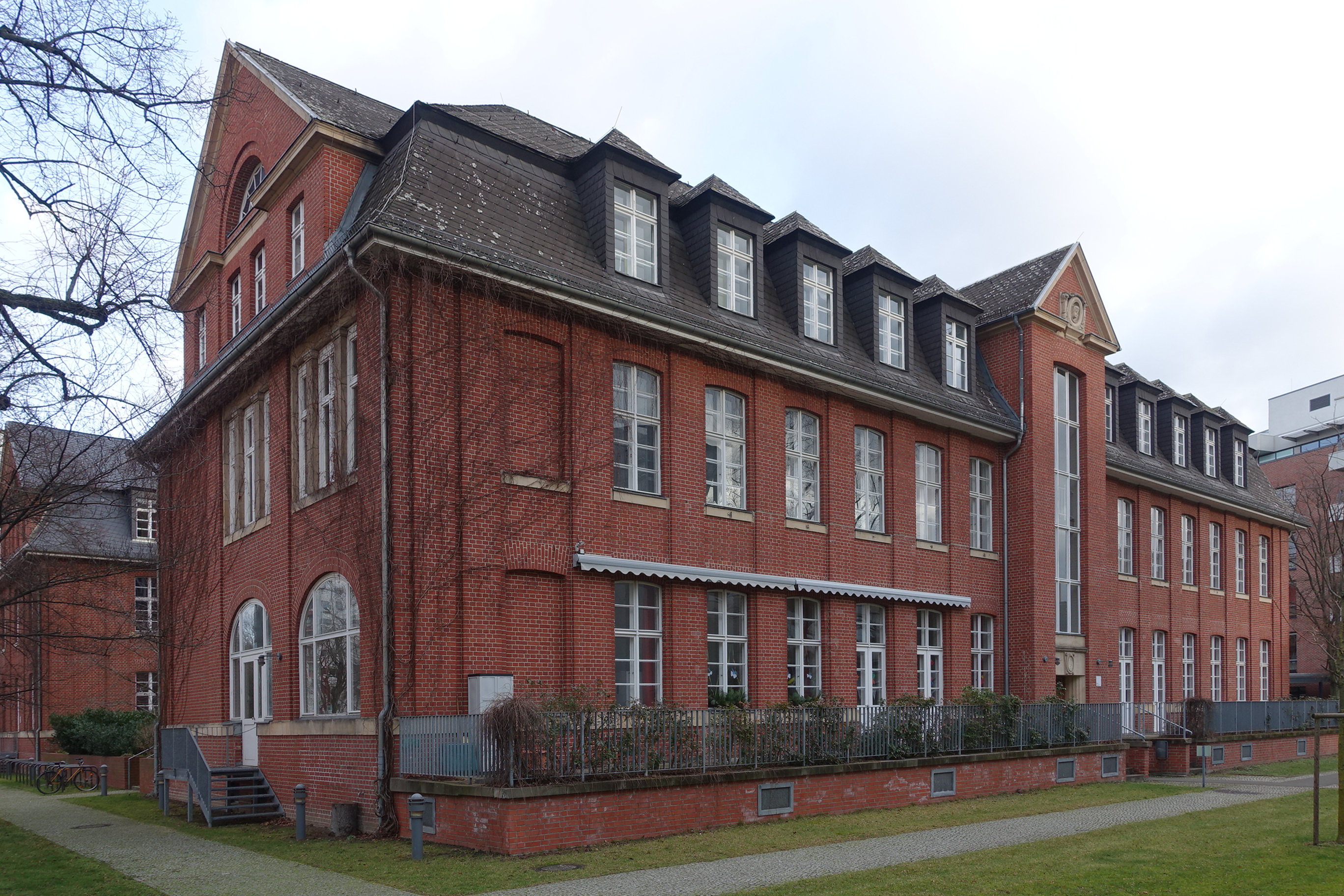
Pavillon für Infektionskrankheiten

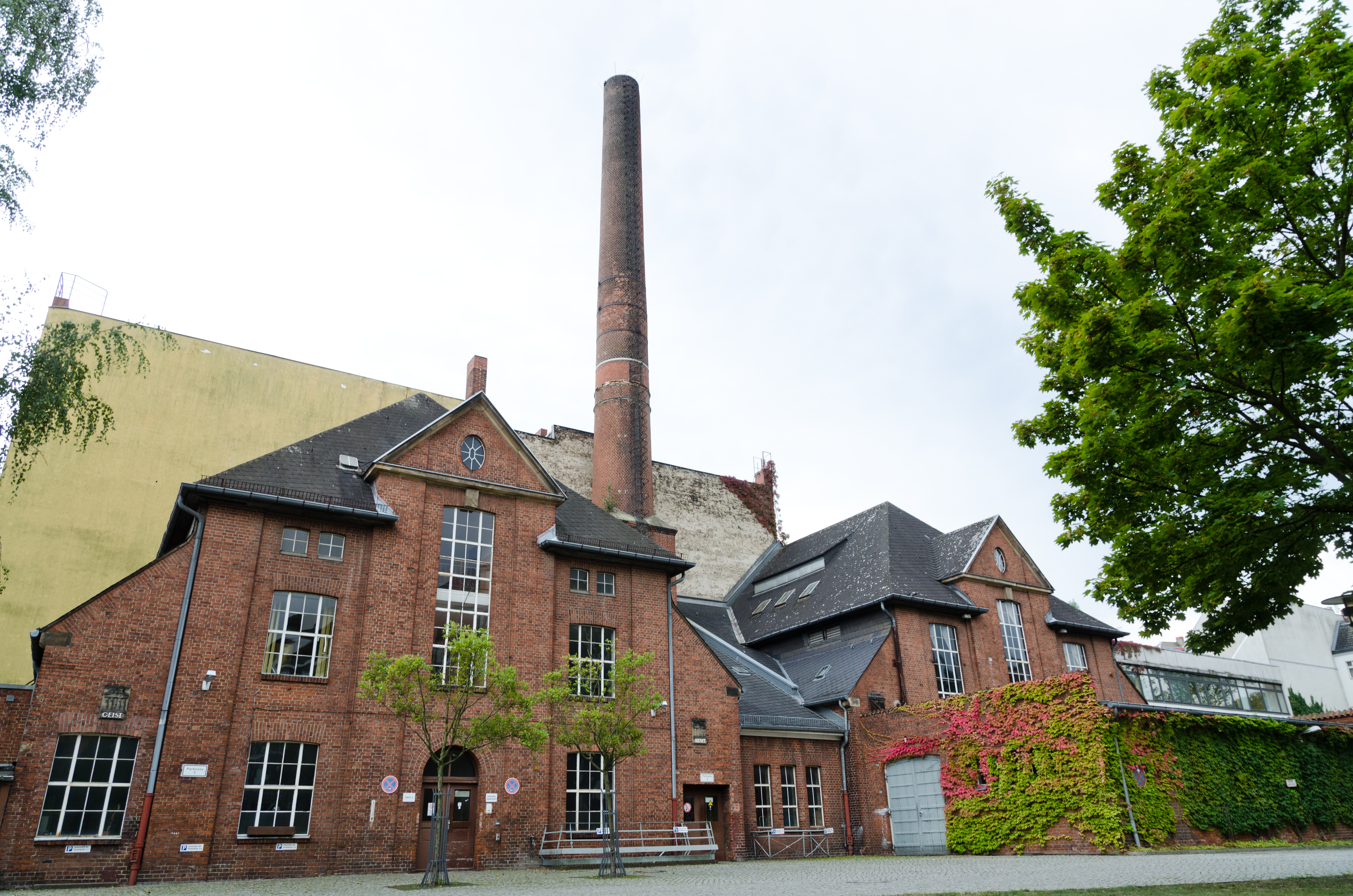
Kraftwerk mit Kessel- und Werkstättenhaus

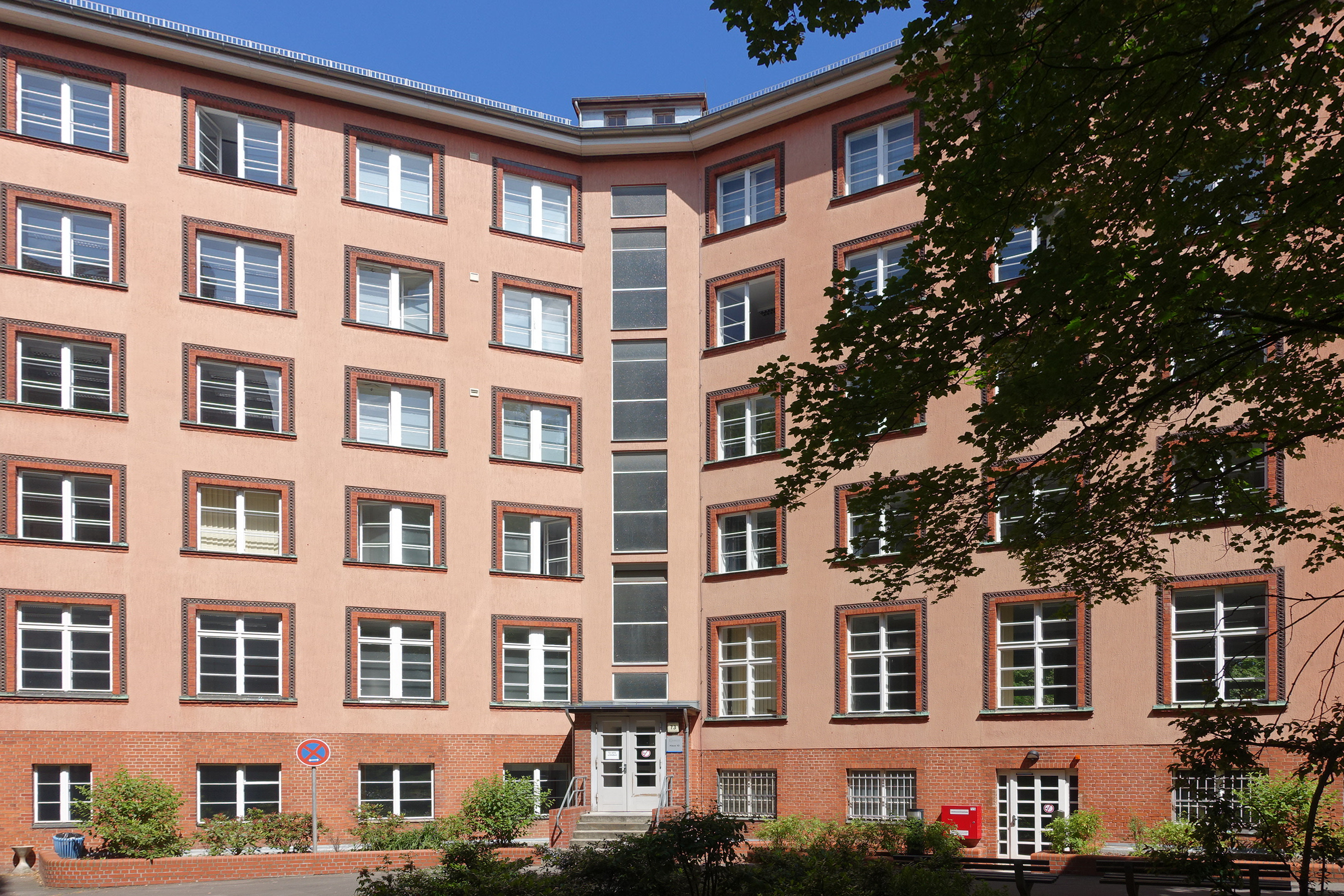
Schwesternwohnheim von 1930

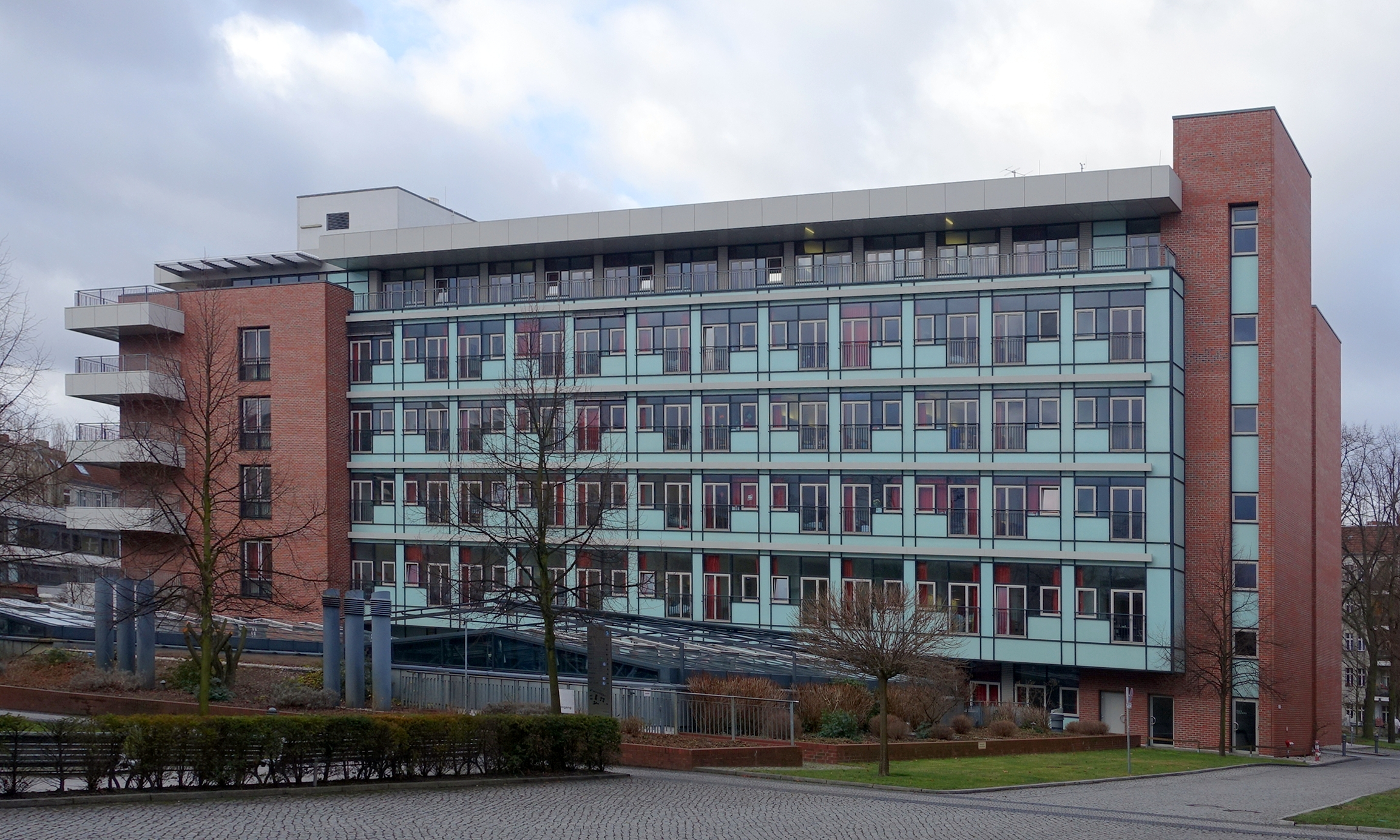
Bettenhaus von 1976

Mit dem sich über zwei Jahrzehnte hinziehenden ersten Bauabschnitt war die Architektensozietät Heino Schmieden, Victor von Weltzien und Rudolf Speer betraut, die sich auf den Krankenhausbau spezialisiert hatte. Im Innenhof stehen die Diphtherie- und Scharlachpavillons, die als Isolierstationen errichtet wurden. Die schmucklosen Bauten sind einheitlich mit rotem Backstein verkleidet und durch Ziegellagen aus blauroten Glasursteinen gegliedert. An den zweistöckigen Kopfbau mit ärztlichen Behandlungsräumen schließt sich ein eingeschossiger Krankentrakt mit Krankenzimmern an. Der Mittelflur führt zu einer offenen Liegehalle.
Der Komplex wird zur Iranischen Straße durch das langgestreckte Hauptgebäude begrenzt. Es besteht aus einem dreigeschossigen, 1909–1911 von Heino Schmieden und Julius Boethke errichteten Verwaltungsgebäude, das mit seinen Lisenen und dem steilen Walmdach streng und repräsentativ wirkt. An das Verwaltungsgebäude schließen zweigeschossige Behandlungstrakte zu beiden Seiten an, die wiederum von dreigeschossigen Kopfbauten begrenzt sind. Die Seitengebäude wurden 1890–1891 errichtet. Darauf deutet die schlichte Gestaltung mit regelmäßig aufgereihten Segmentbogenfenstern und schmückenden Ziegellagen aus blauroten Glasursteinen. Die Eingangstür an der Hofseite ist durch mächtige Wandvorlagen eingefasst, die unter einem Balkon enden.
An der Groninger Straße befinden sich die zwei 1911–1912 errichteten dreigeschossigen Pavillons zur Behandlung von Infektionskrankheiten, die mit ihrem Mansardendach, den gliedernden Gesimsen und Einfassungen aus Sandstein und den hervortretenden Treppenhausachsen zu beiden Seiten vom strengen norddeutschen Barock geprägt sind.
Das 1913 entstandene Kraftwerk von Heino Schmieden und Julius Boethk, das an die rückseitige Brandwand der Mietshäuser Oudenarder Straße 7/8 anschließt, besteht aus zwei symmetrischen Gebäuden mit einem Schornstein in der Mitte. Das mit einem Dreiecksgiebel abgeschlossene Kesselhaus und Werkstattgebäude ist mit abgestuften Schieferdächern und kleinteiligen Sprossenfenstern abwechslungsreich gestaltet. An beiden Gebäuden sind Reliefs angebracht, die einen Löwen auf einer Säulengruppe zeigen und „Geist“ und „Kraft“ symbolisieren.
Magistratsbaurat Friedrich Hellwig errichtete 1928–1930 das Schwesternwohnheim, das sich an ein Mietshaus in der Groninger Straße anschließt und mit einer abgerundeten Straßenfront von der Seestraße zur Iranischen Straße überleitet. Mit seinen verputzten und altrosa angestrichenen Fassaden unterscheidet sich das Wohnheim von den älteren Backsteinbauten des Krankenhauses. Die schlichte, schmucklose Gestaltung und die einfachen rechteckigen Fenster sind kennzeichnend für die Architektur der Neuen Sachlichkeit.
Das Krankenhaus wurde 1974–1978 um eine Kinderklinik erweitert, die als sechsgeschossiger Stahlskelettbau mit grauen Fassadenplatten und farbigen Feldern zwischen den Fenstern ausgeführt wurde. Das markante Hochhaus geht auf einen Entwurf von Od Arnold und Gerd Zabre zurück.

## Nutzung als Kinderkrankenhaus
Die Klinik war das erste Berliner Kinderbehandlungszentrum mit eigenen Abteilungen für Pädiatrie, Infektionskrankheiten und Kinderchirurgie und bildete die Anfänge der Kinderheilkunde in Berlin. Die Eröffnung des Kinderkrankenhauses am 1. August 1890 war der erste Schritt für einen Anschluss an internationale Kinderbehandlungszentren wie z. B. London Great Ormond Street Hospital (1852) oder Kinderspital Zürich (1868). Kinderkrankheiten wie die Masern oder Windpocken stellten Ende des 19. Jahrhunderts noch eine wesentlich größere Gefahr dar als heute und das Verständnis von Krankheitserregern und Infektionswegen steckte noch in den Kinderschuhen. Behandelt werden sollten deshalb hier vor allem Infektionskrankheiten wie Diphtherie, Masern und Pocken. Aus diesem Grunde entstanden zuerst die Isolationspavillons für Diphtherie und Scharlach. Ursprünglich für 300 Patienten konzipiert, wurde das im Krieg kaum zerstörte Gebäude nach 1945 weiter als Kinderkrankenhaus und Poliklinik genutzt.
Neben der Chirurgischen Abteilung und den Abteilungen für Pädiatrie und Infektionskrankheiten, bestand bis 1975 eine Geburtshilfliche Abteilung und eine Abteilung für Kinderradiologie. Weiterhin wurden in einer eigenen Kinderkrankenpflegeschule Schülerinnen und Schüler fachspezifisch ausgebildet.
- Gründer neben Rudolf Virchow und erster Leiter des Krankenhauses war von 1890 bis zu seinem Tode 1918 Adolf Baginsky (1843–1918).
- Sein Nachfolger wurde Heinrich Finkelstein (1865–1942), der nach der nationalsozialistischen Machtübernahme am 1. März 1933 in den Ruhestand trat.
- Daraufhin übernahm Ludwig Ferdinand Meyer (1879–1954) die Leitung des Krankenhauses, bis er im Mai 1934 (nach anderen Quellen im Mai 1933) aufgrund seiner jüdischen Herkunft entlassen wurde.[6]
- Hans Opitz (1988–1971) übernahm 1934 provisorisch und ab August 1935 endgültig bis 1945 die pädiatrische Leitung.[7] Nach dem Zweiten Weltkrieg leitete er die Heidelberger Kinderklinik während der Beurlaubung Philipp Bambergers und wurde nach dessen Rehabilitierung bis zu seiner Emeritierung 1957 dort Ordinarius mit einer kleinen Tuberkulosestation und Ambulanz.[8]
- Chirurgischer Chefarzt war von 1890 bis 1924 Themistocles Gluck (1853–1942), ein Schüler von Ernst von Bergmann und Bernhard von Langenbeck, der sich durch grundlegende und zukunftsweisende Forschungen zur Behandlung von Gefäß-, Knochen-, Muskel-, Sehnen- und Nerven-Defekten durch Nähen, Transplantation und Plastik-Prothesen einen Namen machte.
- Sein Nachfolger von 1924 bis 1952 wurde Georg Lange (1883–1970), der sich speziellen Problemen der Röntgendiagnostik bei chirurgisch erkrankten Kindern widmete.
- Nach dem Ausscheiden von Georg Lange übernahm 1952  W. Weidenmann, Schüler von Erwin Gohrbandt, die Leitung der Kinderchirurgischen Abteilung. Sein besonderes Interesse galt den Unfällen im Kindesalter und der Thorium X-Behandlung posttraumatischer Keloide und Strangbildungen.[9] In dieser Zeit wurde die Klinik Teil des Rudolf-Virchow-Klinikums.
- Am 16. April 1972 wurde Wolfgang Haße Nachfolger von W. Weidenmann als Leiter der Kinderchirurgischen Abteilung der Kinderklinik des Rudolf-Virchow Krankenhauses. Haße behielt diese Position bis zu seiner Pensionierung am 30. November 1991.

Ab 1965 begann eine umfangreiche Modernisierung des Kinderzentrums und es entstand eine Pädiatrisch-Röntgenologische Abteilung mit R. Stolowsky (Facharzt für Pädiatrie und Radiologie) als erstem Chefarzt, der für eine hochmoderne Ausstattung sorgte. 1985 ging Stolowsky in den Ruhestand, sein Nachfolger wurde Th. Riebel.
Der Bettenbedarfsplan des Landes Berlin für 1975 verlangte aber große Abstriche vom begonnenen Modernisierungsprogramm. Die geforderten Bettenreduzierungen konnten nur durch Zusammenlegung der Inneren und der Chirurgischen Abteilung erreicht werden. Der ursprüngliche Bauabschnitt 2, Neubau der Chirurgischen Abteilung, fiel den Sparmaßnahmen des Berliner Senats zum Opfer. In dem 1979 neu errichteten Bettenhaus erhielt die Chirurgische Abteilung 81 und die Innere Abteilung 162 Betten von insgesamt 243 Betten.
Die „Erste Hilfe Chirurgie“ verblieb im Altbau. In ihr wurden pro Jahr ca. 10.000 Kinder aller Altersgruppen versorgt. Auch die im Altbau befindlichen Operationssäle – zwei aseptische und ein septischer – und die Sterilisationseinrichtungen blieben an ihrem alten Platz. Alle genannten Einrichtungen waren mit dem Bettenhaus mittels einer geschlossenen Übergangsbrücke verbunden.
Im Jahr 1987 verabschiedete das Berliner Abgeordnetenhaus das „Gesetz zur Errichtung des Universitätsklinikums Rudolf Virchow“, auf Grund dessen die Universitätskinderklinik im Kaiserin-Auguste-Viktoria-Säuglingsheim geschlossen und einzelne Einheiten der inzwischen zur Universitätsklinik gewordenen „Kinderklinik Rudolf Virchow“ auf den entstehenden Campus des Rudolf-Virchow-Klinikums am Augustenburger Platz verlagert wurden. Die Umsetzung des Gesetzes verlangte eine Reihe problematischer Umstrukturierungen und eine drastische Einschränkungen der medizinischen Versorgung von Kindern. Trotz stichhaltiger Argumente gegen die Schließung z. B. vonseiten des Präsidenten der Deutschen Gesellschaft für Kinderchirurgie Prof. S. Hofmann v. Kap-herr, von Berliner Fachvertretern aus der Pädiatrie und Kinderchirurgie und Protesten aus der Bevölkerung wurde die Klinik 1995 geschlossen.